# Moulay Idriss Zerhoun
Moulay Driss Zerhoun (in arabo مولاي إدريس زرهون‎?) è una città del Marocco, nella prefettura di Meknès, nella regione di Fès-Meknès.
La città, conosciuta anche come Mūlāy Idrīss Zarhūn, Moulay Idris, Moulay Idriss e Moulay-Idriss du Zarhoun, si sviluppa su due colline ai piedi del Jbel Zerhoun.
Moulay Idriss è considerata città santa.

## Storia

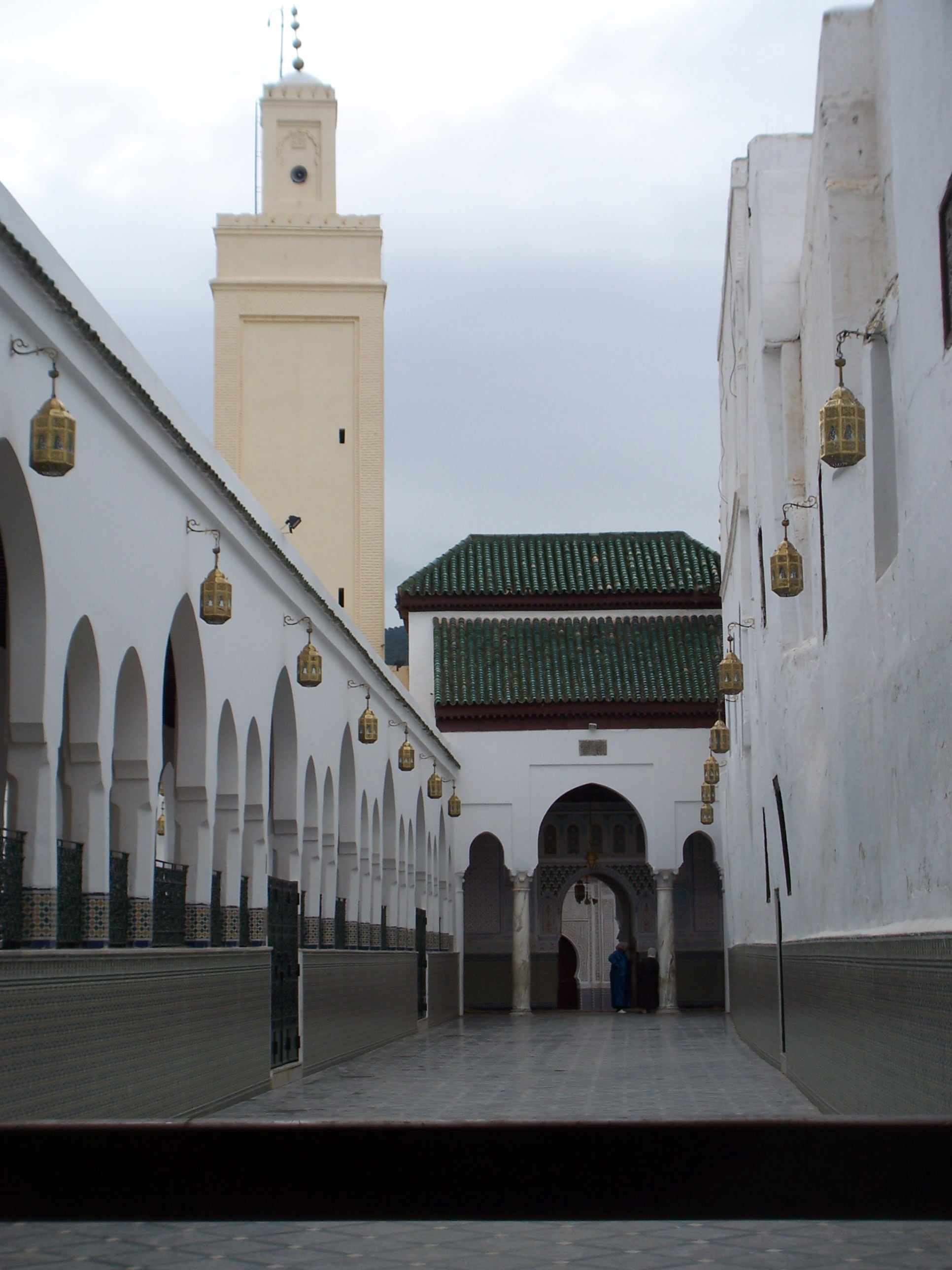
Interno del mausoleo

La tradizione racconta che nell'anno 789 la città fu fondata dal Moulay Idriss I, giunto dal Medio Oriente con la moglie Rashid in fuga dalla collera del califfo abbaside Harun al-Rashid. Idriss I portò la religione dell'Islam in Marocco ed avviò la nuova dinastia degli Idrissidi. Oltre a fondare la città, che porta il suo nome e dove oggi è sepolto, avviò anche la costruzione di Fès, poi continuata dal figlio Moulay Idriss II. Tale leggenda, spesso raccontata dalle guide turistiche, sembra non corrispondere agli studi archeologici della vicina città romana di Volubilis, sopravvissuta dopo la partenza dei romani all'inizio del IV secolo ed ancora presente all'arrivo dell'Islam nel VII-VIII secolo. Quando Idris e Idris II fondarono Fès, Volubilis era ancora un luogo attivo, fino all'arrivo della dinastia almohade.

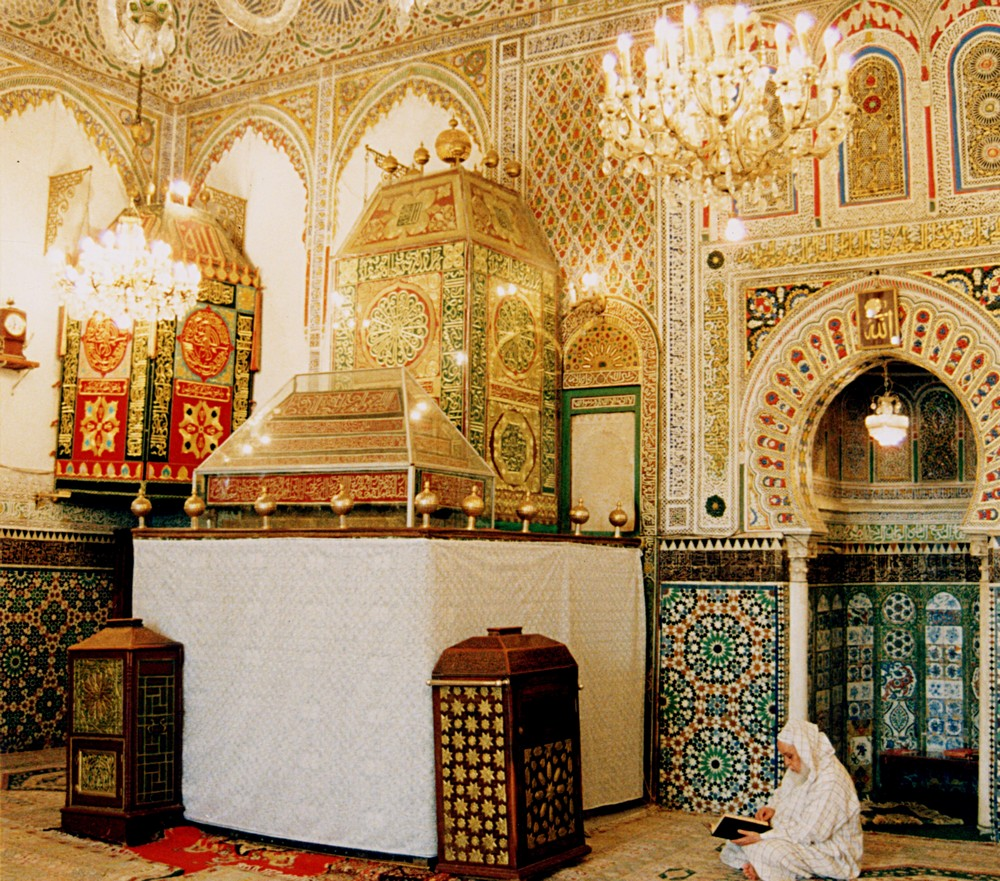
Tomba di Idris I

La sepoltura di Idris I e Idris II avvenne nelle vicinanze della città di Walili (nome berbero di Volubilis), come ricordato da diversi autori precedenti al XV secolo. Il luogo sarebbe stato esattamente quello che alla fine ha occupato la città di Moulay Idriss: nei terreni chiamati  al-Hufra tra le colline di Khaybar e Tazgha. Leone l'Africano (prima metà del XVI secolo) e Marmol (l'inizio del XVII) hanno menzionato l'area (anche se la descrizione non corrisponde esattamente alla realtà dei luoghi). Leone l'Africano, in particolare, descrive un paio di case nelle vicinanze della tomba dei due Idris; mezzo secolo dopo, Marmol racconta di quindici o venti abitazioni. Il Zawiya è stato sviluppato sin dal XVI secolo ed è cresciuto soprattutto nel XVIII secolo, quando il vecchio mausoleo fu demolito dal sultano Moulay Ismail ibn Sharif e sostituito da ciò che esiste tutt'oggi.
L'accesso alla città di Moulay Idriss è stato a lungo vietato ai non musulmani. Solo dal 1916 anche gli appartenenti ad altre religioni possono visitare questa città, tranne le moschee.
Nel 1936, Moulay Driss Zerhoun era abitata da circa 8.000 persone, mentre dal 1994 al 2004 si è passati da 12.521 a 12.611 abitanti, mentre nell'ultimo censimento del 2014 vi erano 11.615 cittadini.
Dal 1995, la città è stata candidata presso l'UNESCO per essere iscritta nella lista del patrimonio mondiale dell'umanità, secondo i criteri II, IV e VI.

## Monumenti e luoghi d'interesse

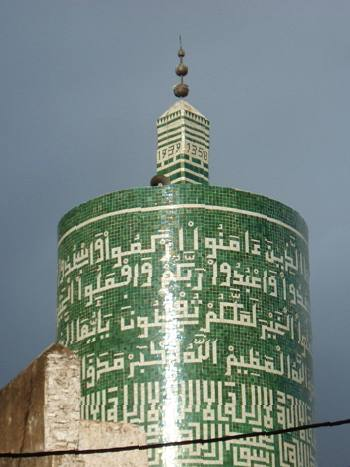
Minareto rotondo di Moulay Idriss

La città, arroccata su due colline rocciose che dominano la valle dell'Oued Erroumane, si estende in maniera compatta, con le strade strette tipiche delle medine di altre città marocchine.
Appena fuori dalla piazza principale vi è il Mausoleo di Idriss I, luogo sacro aperto solo ai musulmani. La tradizione marocchina vuole che, per chi non possa permettersi il viaggio in Arabia Saudita, sei pellegrinaggi a Moulay Idriss durante la festa annuale in onore del santo è equivalente a una hajj alla Mecca. Molto caratteristico è il minareto, realizzato nel 1939 in stile bizantino e rivestito con piastrelle verdi con arabeschi, di un'altra moschea in città, poiché è l'unico a pianta circolare in Marocco: gli altri minareti marocchini sono infatti tutti a base quadrangolare, di derivazione ispanico-moresca ad imitazione dei campanili cristiani della Spagna (più semplici da costruire).
Il mausoleo si trova all'interno della zaouia e il suo aspetto attuale è principalmente il risultato della ricostruzione effettuata nel XVIII secolo dal Moulay Ismail. Durante il regno di Hassan II (1961-1999) sono stati realizzati diversi miglioramenti, tra cui la costruzione della Koubba al-Hassania (cupola del mausoleo).
Dalla collina di Moulay Idriss si vedono le rovine dell'antica città fenicia e poi romana di Volubilis (dichiarata patrimonio mondiale dell'umanità dall'UNESCO), da cui nel corso dei secoli sono stati prelevati i materiali per la costruzione delle case.
Le colline intorno a Moulay offrono numerose opportunità per escursioni a piedi e per la fotografia. La fertile pianura della Valle del Saiss si estende sotto la città, e uliveti punteggiano la campagna.

## Cultura
In città si tiene il più grande moussem (festa tradizionale di origine religiosa) del Marocco, che dura diverse settimane a partire dall'ultimo giovedi del mese di agosto: l'evento attira migliaia di pellegrini, che allestiscono una vera e propria città di tende sul pendio della collina cittadina.
Da molte generazioni, la prima visita ufficiale del Re del Marocco dopo la sua incoronazione avviene a Moulay Idriss.

## Turismo

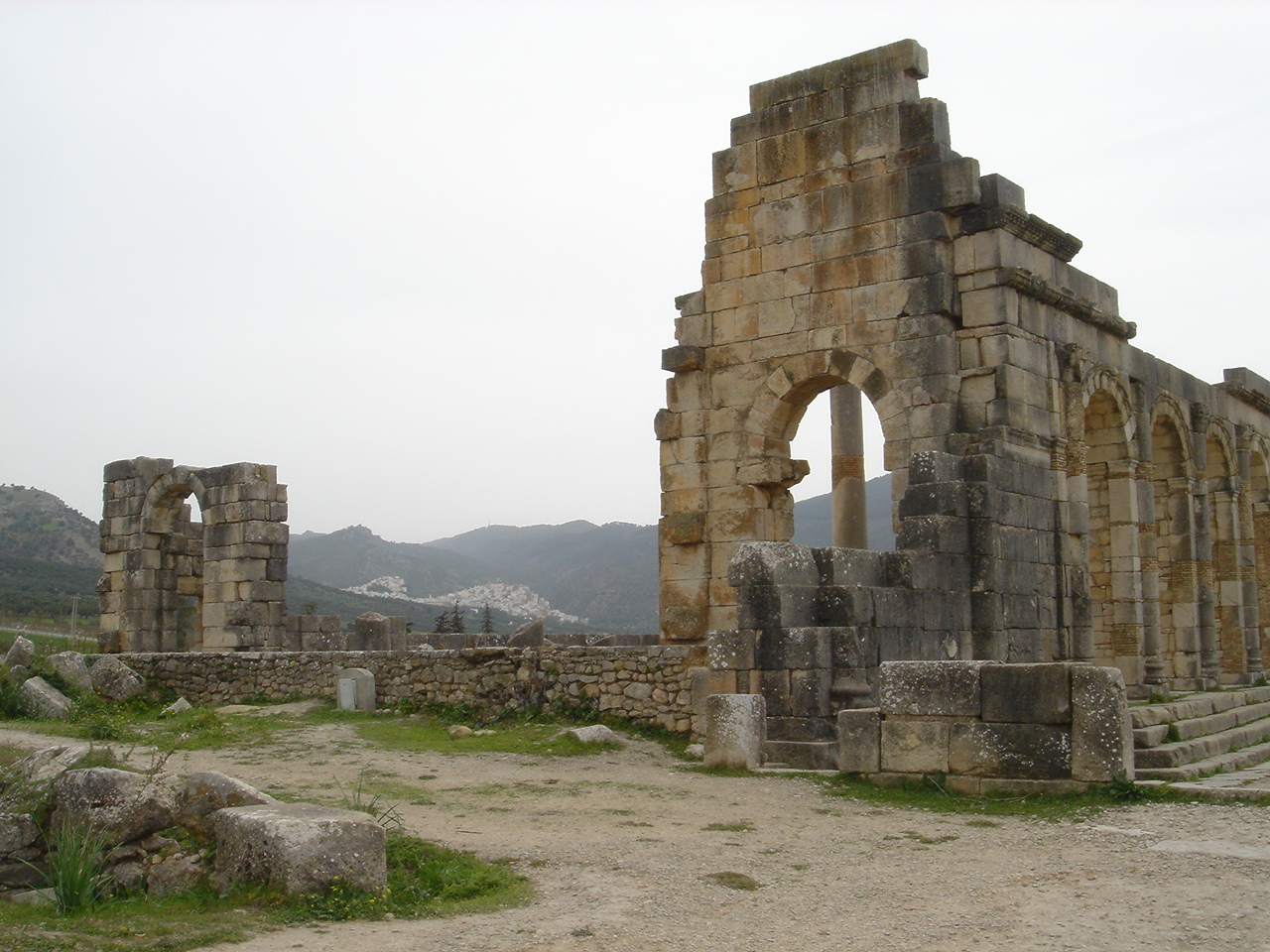
Le rovine romane della basilica di Volubilis con lo sfondo di Moulay Idriss

Anche se l'accesso nel mausoleo di Idris I è consentito solo ai fedeli, la cittadina attrae anche molti turisti non musulmani, per l'atmosfera e la bellezza dei paesaggi, strade tradizionali e attività commerciali, oltre che per la vicinanza alla città romana di Volubilis.